# Tengel
Een tengel is een houten lat die gebruikt wordt op daken, in plafonds of op wanden. De afmetingen variëren  van 10 × 50 mm tot 22 × 75 mm.

## Gebruik

### Dak

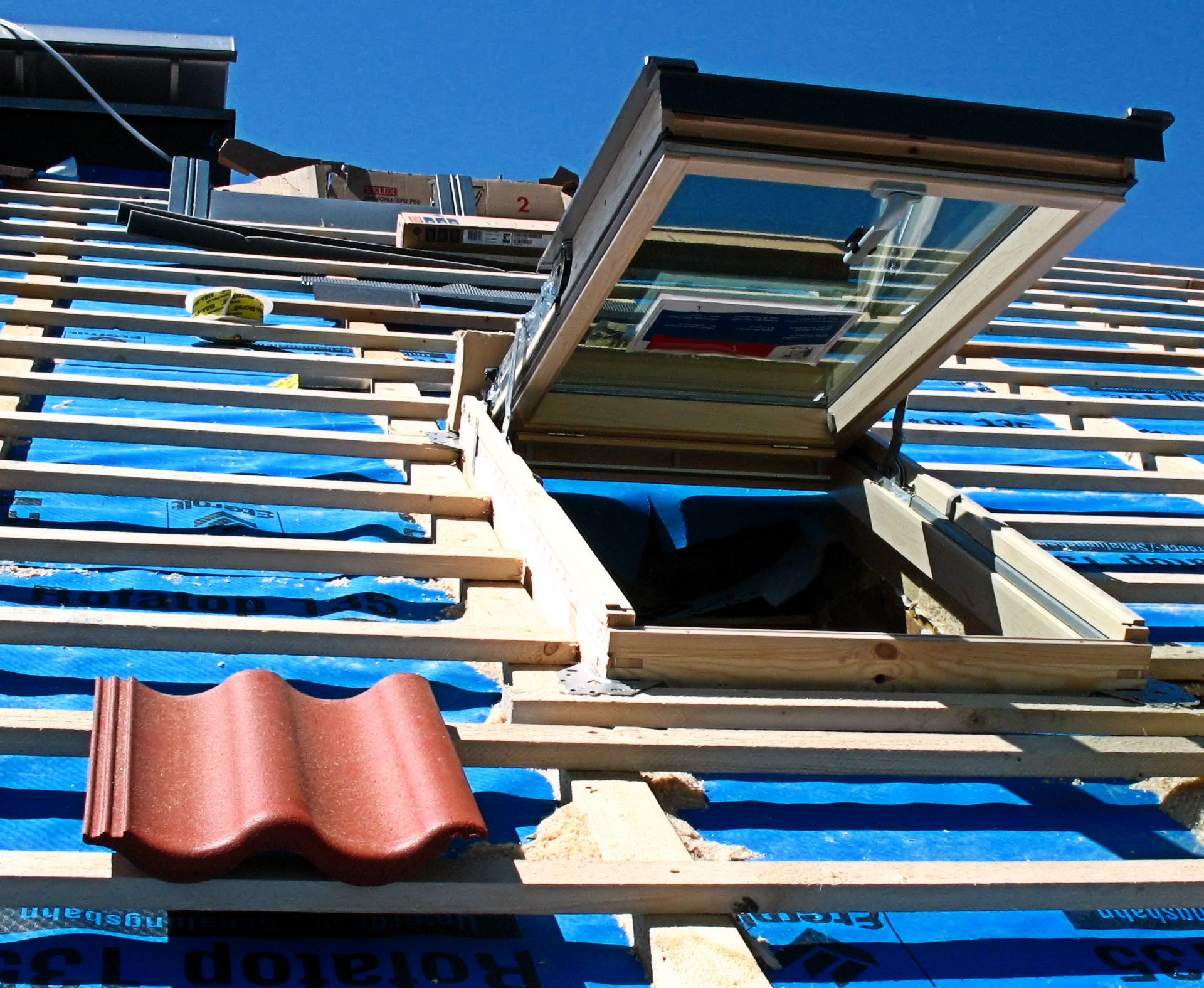
Dak met tengels en panlatten waarop de dakpannen komen te rusten.

Dakpannen die gebruikt worden voor het dekken van daken hebben een neus of nok waarmee ze worden opgehangen aan horizontale latten, panlatten van ca 22 × 35 mm.
Zouden de panlatten rechtstreeks op het dakbeschot gespijkerd zijn, dan zou bij mogelijk doorslaand regenwater, dit boven de latten op het dakbeschot blijven staan. Om dit te voorkomen, moet er ruimte tussen panlat en dakbeschot zijn, dit wordt verkregen door de latten op tengels te spijkeren.
Deze tengels met een dikte van 12 mm dienen tevens voor het afdekken van de naden tussen de dakdelen (een dakdeel is een plank van ca 22 × 200 mm, vergelijk een vloerdeel), zodat vocht en stof niet naar binnen kunnen. Bij dakpannen die niet goed sluitend waren, was het noodzakelijk elke naad tussen de dakdelen af te dichten met een tengel. Bij het beter worden van de pansluitingen is het niet meer noodzakelijk elke naad af te dichten, maar worden ze om de 2 a 3 dakdelen aangebracht. Bij het gebruik van brede dakplaten of prefabdakelementen is deze noodzaak vervallen en dient de tengel alleen om de panlat vrij te houden van het dakbeschot.

### Wanden
Tengels worden ook gebruikt om een (ruwe) wand of muur mee te beslaan en hierop bijvoorbeeld gipsplaten te bevestigen. Zo maakt men er een soort voorzetwand van, die droog blijft en kan worden afgewerkt door te pleisteren, behangen of schilderen.
Het zo bewerken van een wand wordt betengelen genoemd. Het tengelwerk wordt al eeuwen op muren gebruikt. De oorspronkelijke werkwijze in huizen wanneer men grote ruimtes wilde verdelen in kleinere kamers, bestond eruit dat men lange tengels plaatste van vloer tot plafond, deze bespande met linnen en het linnen voorzag van een voorhang. Deze voorhang kon bestaan uit wandtapijten (in luxe huizen en kastelen) of ook wel behang of pleisterwerk.
Voor het latwerk op een verticale muur wordt ook de term "rachel" of "raggel" gebruikt.